# Museu Vivo da Memória Candanga
O Museu Vivo da Memória Candanga ocupa as instalações do já extinto Hospital Juscelino Kubitschek de Oliveira (HJKO), o primeiro construído no novo Distrito Federal. Está situado às margens da BR-040, próximo ao Núcleo Bandeirante (antiga Cidade Livre) e à Candangolândia (antiga sede da Novacap).

## O prédio
Sendo o primeiro hospital do Distrito Federal, o Hospital Juscelino Kubitschek de Oliveira (HJKO) foi criado para atender a demanda crescente que havia no Distrito Federal, não só de operários acidentados nas construções, mas de partos, crianças e donas de casas que necessitavam de atendimento ambulatorial. 
O conjunto do HJKO era composto por 23 edificações em madeira e incluía além do hospital, casa e alojamentos para os funcionários. As construções em madeira denotavam o caráter temporário das edificações e a urgência que o "espírito de Brasília" exigia, neste caso, o tempo de construção foi de apenas dois meses, e dessa forma, o HJKO pode ser inaugurado em 6 de julho de 1957.

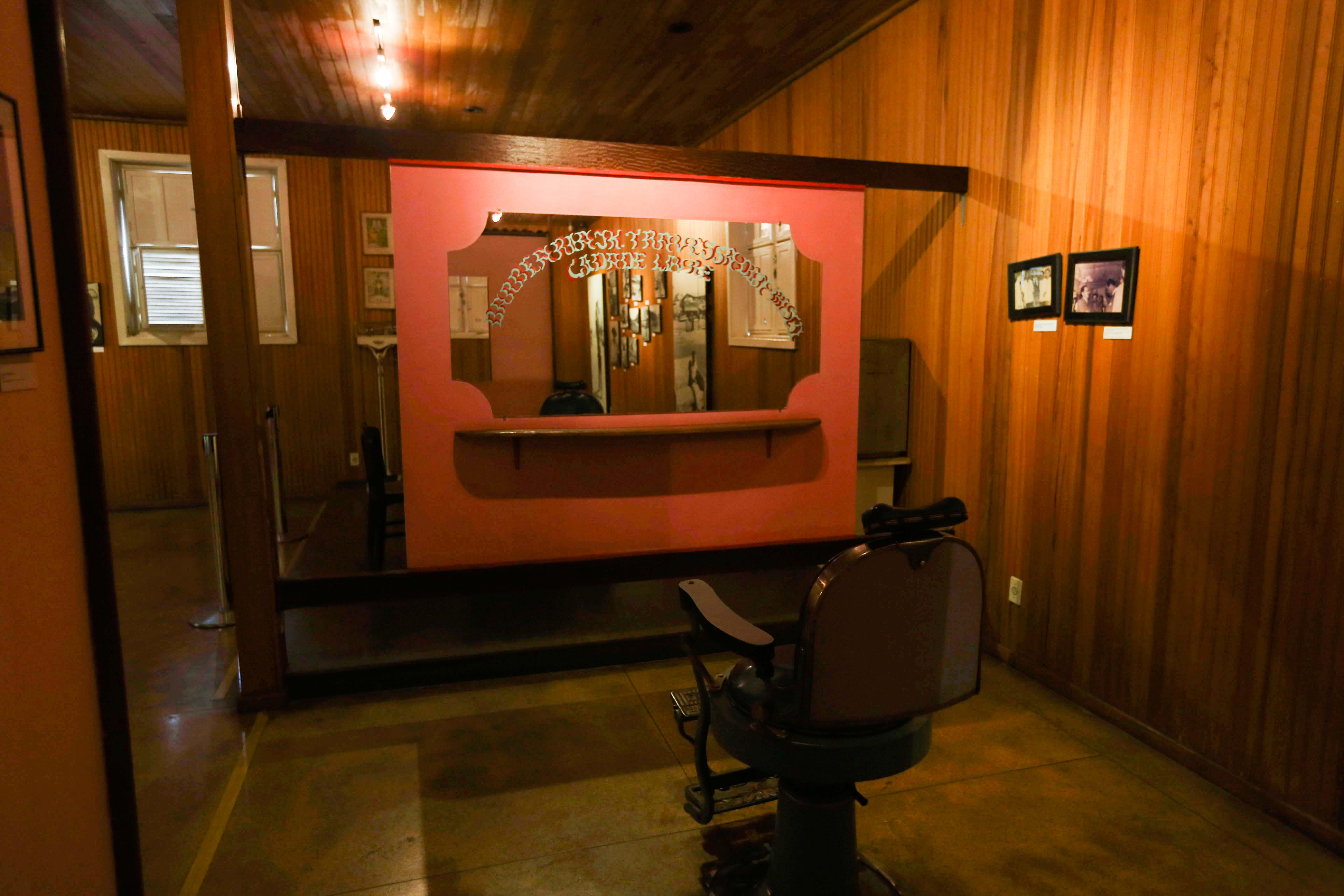
Interior do museu.

## Histórico

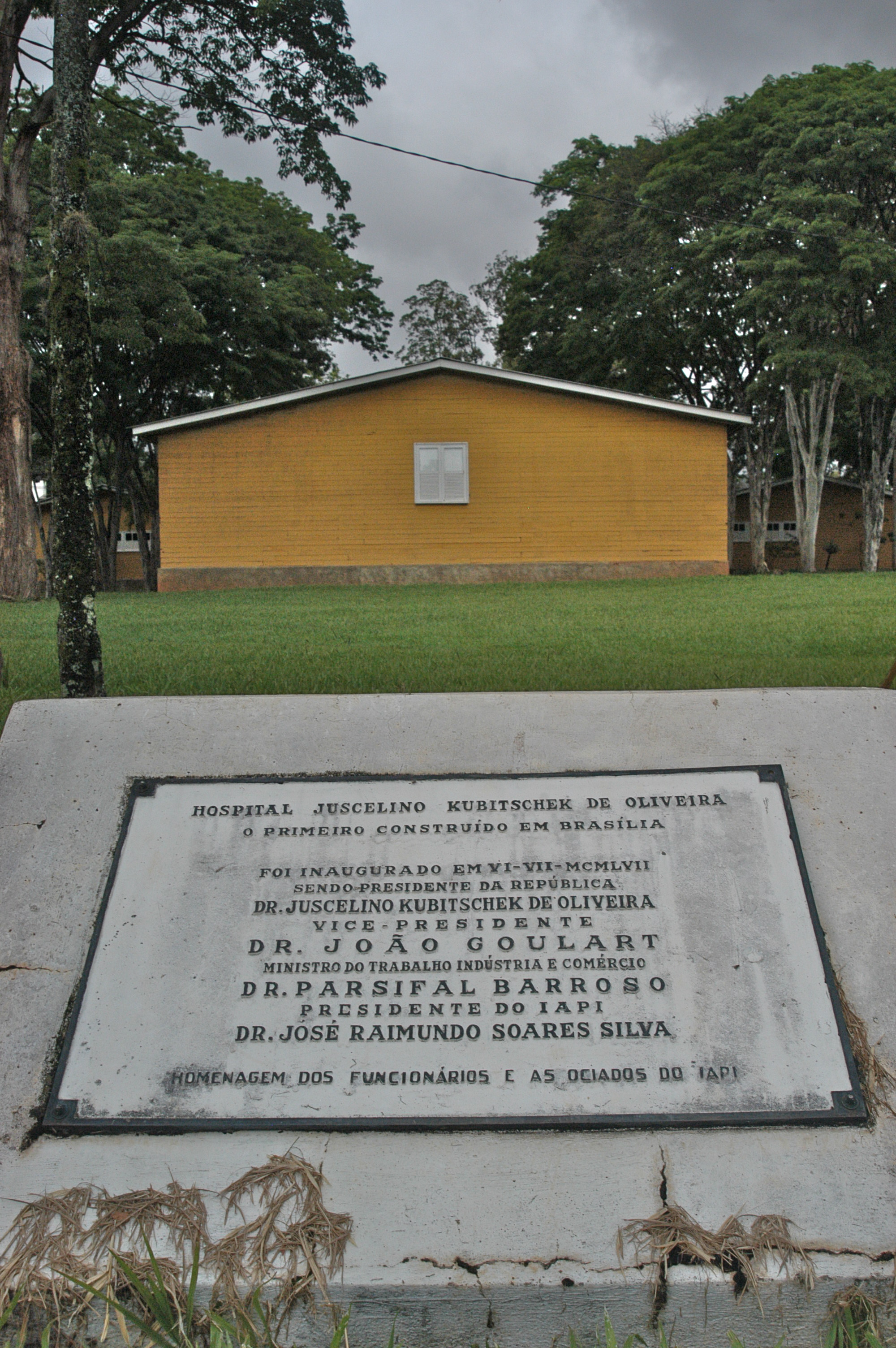
Placa de inauguração do Hospital JK

O Decreto nº 9.036/1985 do Governo do Distrito Federal que instituiu  o tombamento do conjunto do Hospital JUSCELINO KUBITSCHEK DE OLIVEIRA - HJKO, também permitiu, em 1986, o início do processo de restauro do conjunto das edificações: "sete das oito casas da alameda originalmente utilizadas como residência de médicos, quatro dos sete galpões de alojamento e de serviços, e a edificação que abrigava o atendimento hospitalar e ambulatorial", o objetivo dessa mobilização já era a implementação do Museu Vivo da Memória Candanga e das Oficinas do Saber Fazer.
Desta forma, em 26 de abril de 1990 o Museu Vivo da Memória Candanga (MVMC) foi inaugurado, já contando com a exposição permanente Poeira Lona e Concreto que conta a trajetória ocorrida para transferência da Capital para Brasília, desde que a ideia surgiu na Nova República até sua inauguração em 1960. O Acervo era composto por peças do cotidiano dos pioneiros candangos que habitaram a região do entorno do HJKO, peças do antigo hospital, além de fotografias e também móveis do antigo Brasília Palace Hotel.
Em novembro de 2015 o Instituto de Patrimônio Histórico e Artístico Nacional (IPHAN), tombou os Remanescentes do Conjunto Hospitalar Juscelino Kubitschek de Oliveira, promovendo a dupla esfera de proteção ao espaço do museu. 

## Museu na atualidade
Atualmente, boa parte das instalações precisam ser reformadas, devido a ação do tempo e do clima do cerrado, que alterna entre períodos de seca e ventos com chuva intensa e calor, o que acelera o processo de decomposição da madeira, sem contar a ação dos insetos comedores de madeira como brocas e cupins. Hoje, além da exposição "Poeira, Lona e Concreto", onde conta sobre os principais idealizadores, engenheiros e arquitetos da idealização de Brasília, a exposição também mostra um pouco sobre a Cidade Livre e a vinda dos Candangos à Brasília. O museu também dispõe de uma maquete do Plano Piloto de Brasília com a última atualização em março de 2006. O espaço possui em seu acervo a coleção do fotógrafo Mário Fontenelle, a coleção de esculturas do Seu Pedro chamado “O Cerrado de Pau de Pedro”, a exposição de fotografias intitulada “Candangos Pioneiros” e contém também a mais recente exposição chamada “A Importância da Mulher na Construção da Nova Capital”, além disso também possui salas para exposições temporárias, auditório, biblioteca e reserva técnica.
O museu pode ser visitado gratuitamente de segunda-feira à sábado das 9h às 17h, porém as salas de oficinas são abertas e fechadas, portanto existe a possibilidade de, ao se visitar o local, não se encontrar algumas destas salas abertas para visitação. Segundo o informativo disposto no interior do museu, as salas são abertas e fechadas pelos vigilantes no horário de 9h00 à 12h00 e de 14h00 às 17h00 de acordo com a ordem do subsecretário de cultura. A divulgação de suas exposições e eventos é realizada por meio das redes sociais do museu no Instagram (@museuvivodamemoriacadanga) e no Facebook (https://www.facebook.com/museuvivodamemoriacandanga), e também por meio dos eu endereço eletrônico na internet (https://www.cultura.df.gov.br/museu-vivo-da-memoria-candanga).  A sua ampla área verde é muito utilizada por fotógrafos para realização de ensaios de noivos, gestantes e aniversariantes. 

Em 2022, o referido museu foi visitado por um grupo de estudantes da Universidade de Brasília que realizaram uma série de reflexões sobre como a História dos candangos é contada por meio das exposições presentes no local, sendo este um dos desdobramentos das discussões e trabalhos realizados durante a disciplina de Introdução ao Estudo da História no 2º/2022 